# Kevin Heffernan (football gaélique)
Pour les articles homonymes, voir Heffernan.
Kevin Heffernan, né le 20 août 1929 à Dublin et décédé le 25 janvier 2013  dans cette même ville, est un joueur de football gaélique et de hurling du club de St Vincents et du Comté de Dublin. Il joue attaquant en équipe du Comté de Dublin dans les années 1940 et 1950. Il a gagné une fois le All Ireland avec le Comté de Dublin.
Il a été élu dans l’équipe du Millénaire de football gaélique.
Né dans une famille très fortement supportrice des sports gaéliques, il a commencé dès l’école secondaire à pratiquer tant le football gaélique que le hurling. C’est d’ailleurs en hurling qu’il gagne son premier trophée, le Championnat du Leinster des Collèges en 1945.

## Sa carrière

### En club
La carrière en club de Heffernan coïncide avec une période glorieuse du club dublinois de St Vincents GAA. En football gaélique, le club a gagné ces années là 15 titres de champions du Comté de Dublin dont 7 consécutifs de 1949 à 1955 et 6 consécutifs de 1957 à 1962. En hurling, ce sont 6 titres de champions du Comté de Dublin (entre 1953 et 1962) qui s’ajoutent à son palmarès.

### En équipe de Dublin
Heffernann a joué dès le début des années 1940 dans les équipes mineures de hurling et de football gaélique pour le Comté de Dublin.
Il débute en équipe senior l’année de son baccalauréat.  Son premier succès est le titre irlandais en catégorie junior en 1948.
En 1953 puis en 1955, il gagne la Ligue nationale de football gaélique. En 1955, il remporte aussi le championnat du Leinster et perd en finale du All-Ireland contre Kerry GAA. Trois ans plus tard, il est capitaine de l’équipe de Dublin et remporte avec elle sa troisième Ligue nationale, le championnat du Leinster et pour réaliser l’année parfaite l'All-Ireland contre Derry GAA. Heffernan gagne ensuite deux nouveaux titres du Leinster en 1959 et 1962. Il prend sa retraite sportive peu après.
Après sa carrière de joueur, Heffernan se lance dans la carrière d’entraineur. Il devient le manager de l’équipe du Comté de Dublin en 1973. Sa période à la tête de l’équipe est marquée par une forte rivalité entre Dublin et Kerry. Dès sa première saison à la tête de l’équipe, il mène les « Dubs » vers leur premier doublé Championnat du Leinster/All-Ireland depuis 1963. Il devient alors le premier et le seul non-joueur à être élu « meilleur joueur de football gaélique de l’année ». En 1975, Dublin remporte son second titre de champion du Leinster mais perd la finale du All-Ireland contre le Kerry GAA. Dublin revient en force l’année suivante remportant à la suite la Ligue nationale, le championnat du Leinster et le All-Ireland, battant en finale Kerry.
Après cette victoire, Heffernan démissionne à la surprise générale de son poste de manager. Il est remplacé par Tony Hanahoe qui est à la fois joueur, capitaine et entraineur de l’équipe. Heffernan revient à la tête de l’équipe en 1979. Après avoir gagné pour la sixième fois consécutive le championnat du Leinster, Dublin perd en finale du All-Ireland contre Kerry. Les trois années suivantes sont plus difficiles. L’équipe est en pleine reconstruction. Heffernan fait appel à de jeunes joueurs et forme une nouvelle équipe autour du milieu de terrain Brian Mullins. En 1983 au cours d’un match mémorable, marqué par des actes anti sportifs, Dublin remporte une victoire sans précédent contre Galway GAA. Après quatre expulsions (trois pour l’équipe de Dublin et une pour Galway) l’équipe de Dublin réduite à douze joueurs gagne le All-Ireland. Cette équipe a été surnommée par les supporters les douze apôtres (‘the twelve apostles’).

## La retraite
Après avoir quitté le management de l’équipe de Dublin, Heffernan n’a jamais vraiment quitté le football gaélique.
En 1984 il est élu membre de l’équipe du siècle par l’Association athlétique gaélique au poste d’attaquant/aile gauche. Il prend ensuite la tête de l’équipe irlandaise d’International Rules en tournée en Australie en 1986
En 2000, le statut de légende du football gaélique s’affirme encore quand il est élu dans l’équipe du Millénaire de la GAA. Il est toujours actif auprès de son club St Vincents GAA. En 2004 à l’âge de 74 ans, il est nommé à la tête de l’équipe de hurling des moins de 15 ans de son club avec laquelle il remporte le championnat du Comté de Dublin. L’influence d’Hefferman est palpable dans cette victoire. Jamais auparavant St Vincent n’avait gagné contre les deux clubs rencontré en demi-finale et en finale : Cuala et Ballyboden. En 2006, il est nommé entraineur de l’équipe Mineure (équivalent d’espoir) de son club
En 2005, Kevin Hefferman est décoré de l’Ordre de la Liberté de La Cité de Dublin. Cela le fait entrer dans un Panthéon où figurent déjà U2, Nelson Mandela et Bill Clinton.